# Filippo Iannone
Filippo Iannone (Napoli, 13 dicembre 1957) è un arcivescovo cattolico italiano, dal 29 settembre 2020 segretario della Commissione di materie riservate e dal 5 giugno 2022 prefetto del Dicastero per i testi legislativi.

## Biografia
Nasce a Napoli, città capoluogo di provincia e di regione e sede arcivescovile, il 13 dicembre 1957.

### Formazione e ministero sacerdotale
Dopo gli studi liceali, il 1º agosto 1976 entra nell'ordine della Beata Vergine del Monte Carmelo. Effettua il noviziato presso la basilica dei Santi Silvestro e Martino ai Monti a Roma e lo studentato presso la comunità della basilica santuario di Santa Maria del Carmine Maggiore a Napoli. Studia presso la Pontificia facoltà teologica dell'Italia meridionale, dove ottiene il baccalaureato in teologia, e la Pontificia Università Lateranense, dove ottiene il dottorato in utroque iure. Riceve, dopo un corso presso il tribunale della Rota Romana, il titolo di avvocato rotale.
Emette la professione semplice dei voti il 1º ottobre 1977, mentre quella solenne il 15 ottobre 1980. Il 26 giugno 1982 è ordinato presbitero dal vescovo Antonio Ambrosanio, vescovo ausiliare di Napoli (poi arcivescovo di Spoleto-Norcia).
Dopo l'ordinazione, nel suo ordine di appartenenza è economo commissariale, dal 1985 al 1988; economo nazionale, dal 1988 al 1991; consigliere commissariale, dal 1988 al 1994 e presidente della commissione per la revisione delle costituzioni, dal 1988 al 1994. Nell'arcidiocesi di Napoli ricopre gli incarichi di difensore del vincolo del tribunale regionale campano, dal 1987 al 1990; vicario giudiziale aggiunto del tribunale diocesano di Napoli, dal 1990 al 1994; vicario episcopale della IV zona pastorale, dal 1994 al 1996 e provicario generale, dal 1996 al 2001.

### Ministero episcopale
Il 12 aprile 2001 è nominato vescovo ausiliare di Napoli e vescovo titolare di Nebbi da papa Giovanni Paolo II; il 26 maggio successivo riceve l'ordinazione episcopale dal cardinale Michele Giordano, co-consacranti i vescovi Vincenzo Pelvi (poi arcivescovo) e Agostino Vallini (poi arcivescovo e cardinale). Al momento della sua nomina episcopale era il vescovo italiano più giovane.
Nell'ambito della riorganizzazione dell'arcidiocesi di Napoli, attuata dal cardinale Crescenzio Sepe, è nominato vicario generale, coordinatore dei vicari episcopali e moderator curiæ con delega al settore giuridico-amministrativo.
Il 19 giugno 2009 papa Benedetto XVI lo nomina vescovo di Sora-Aquino-Pontecorvo; succede a Luca Brandolini, dimessosi per raggiunti limiti di età. Il 20 settembre successivo prende possesso della diocesi.
Il 31 gennaio 2012 lo stesso papa lo nomina vicegerente della diocesi di Roma, elevandolo alla dignità di arcivescovo; succede a Luigi Moretti, precedentemente nominato arcivescovo metropolita di Salerno-Campagna-Acerno. Il 3 febbraio seguente fa il suo ingresso nella diocesi capitolina, acquisendo anche il titolo di abate commendatario di San Lorenzo fuori le mura. Dal 31 gennaio al 2 luglio 2012 ricopre anche l'incarico di amministratore apostolico della diocesi di Sora-Aquino-Pontecorvo.
L'11 novembre 2017 papa Francesco lo nomina segretario aggiunto del Pontificio consiglio per i testi legislativi. Il 7 aprile 2018 è nominato presidente dello stesso pontificio consiglio; succede al cardinale Francesco Coccopalmerio, dimessosi per raggiunti limiti d'età.
Il 29 luglio 2019 lo stesso papa lo nomina membro del Collegio per l'esame dei ricorsi in materia di delicta reservata, istituito presso la Congregazione per la dottrina della fede, e il 29 settembre 2020 segretario della Commissione di materie riservate.
A seguito della pubblicazione della nuova costituzione apostolica Praedicate evangelium, papa Francesco il 5 maggio 2022 costituisce una Commissione interdicasteriale per la revisione del regolamento generale della Curia romana, di cui è nominato presidente. Decade dall’incarico il 21 aprile 2025 in seguito alla morte del Papa.
È stato membro del Dicastero per il culto divino e la disciplina dei sacramenti, del Dicastero delle cause dei santi, del Dicastero per il clero e del Supremo tribunale della Segnatura apostolica; è anche consultore del Dicastero per gli istituti di vita consacrata e le società di vita apostolica.

## Genealogia episcopale
La genealogia episcopale è:
- Cardinale Scipione Rebiba
- Cardinale Giulio Antonio Santori
- Cardinale Girolamo Bernerio, O.P.
- Arcivescovo Galeazzo Sanvitale
- Cardinale Ludovico Ludovisi
- Cardinale Luigi Caetani
- Cardinale Ulderico Carpegna
- Cardinale Paluzzo Paluzzi Altieri degli Albertoni
- Papa Benedetto XIII
- Papa Benedetto XIV
- Cardinale Enrico Enriquez
- Arcivescovo Manuel Quintano Bonifaz
- Cardinale Buenaventura Córdoba Espinosa de la Cerda
- Cardinale Giuseppe Maria Doria Pamphilj
- Papa Pio VIII
- Papa Pio IX
- Cardinale Alessandro Franchi
- Cardinale Giovanni Simeoni
- Cardinale Vincenzo Vannutelli
- Cardinale Giovanni Battista Nasalli Rocca di Corneliano
- Cardinale Marcello Mimmi
- Arcivescovo Giacomo Palombella
- Cardinale Michele Giordano
- Arcivescovo Filippo Iannone, O.Carm.